# For the Love of God (Hirst)
Pour les articles homonymes, voir For the Love of God.
For the Love of God (en français : Pour l’amour de Dieu), aussi connu sous le nom de Skull Star Diamond, est une célèbre sculpture de l'artiste Damien Hirst créée en 2007.
L'œuvre est une réplique d'un véritable crâne humain acheté par Damien Hirst à Islington. Il a appartenu à un homme d'une trentaine d'années ayant vécu au XVIIIe siècle.
La dentition n’a pas été remplacée, il s’agit des dents authentiques du crâne.
La réplique est incrustée sur toute sa surface de 8 601 diamants. L’œuvre appartient à la famille des Memento mori, type d’art qui rappelle au spectateur sa propre mortalité.
Dessinée et sculptée par Jack du Rose, et fabriquée par les bijoutiers Bentley & Skinner basés à Picadilly, la réplique du crâne est incrustée de 8 601 diamants, pour un total de 1 106,18 carats, disposés sur une couche de platine, qui recouvre la totalité du crâne. Un diamant rose en forme de poire est également incrusté sur le front du crâne. La production de l’œuvre a coûté 14 millions de livres à l’artiste.
Le 1er juin 2007, For the Love of God est présentée pour la première fois lors de l'exposition Beyond Belief à la galerie White Cube à Londres. L’œuvre est disposée dans un cube de verre illuminé au sein d’une pièce sombre. L’exposition se fait sous haute sécurité. Elle est mise à prix à 50 millions de livres lors de cette exposition.